# From Mars to Sirius
From Mars to Sirius (с англ. — «От Марса к Сириусу») — третий студийный альбом французской метал-группы Gojira, выпущенный 27 сентября 2005 года на лейбле Listenable Records. Этот альбом является поворотным для Gojira, после которого они получили мировую известность. Вскоре после выхода альбома в Европе, группа подписала контракт с американским лейблом Prosthetic Records и 22 августа 2006 года состоялся официальный релиз в США. Альбом получил восторженные отзывы музыкальной прессы и спустя годы после выхода неоднократно признавался в качестве одного из лучших метал-альбомов XXI века. Критики отмечали неординарный подход к написанию песен, удачное сочетание «тяжёлых» и «спокойных» частей песен, а также такие нетипичные для экстремального метала темы, как проблемы окружающей среды и экзистенциальные вопросы.

## Создание
Являющийся концептуальным альбомом, From Mars to Sirius рассказывает о воскрешении мёртвой планеты через межпланетные поиски, рассказывая про экологические проблемы, такие как изменение климата и воздействие на морскую жизнь, а также более широкие темы жизни, смерти и возрождения. Объясняя значение названия альбома, вокалист Джо Дюплантье сказал в интервью: «В некоторых культурах Марс символизирует войну, а Сириус — мир. Я упрощаю! Это путешествие в состоянии войны, даже если во Франции мы не воюем, это может быть война внутри нас, в нашей плоти, в наших умах, война с самими собой».
Альбом в основном был написан Джо и Марио Дюплантье, но Кристиан Андрю внёс в него определённый вклад, написав, к примеру, заключительную часть «Where Dragons Dwell» и основную мелодию «World to Come». По словам Марио, альбом был полностью спродюсирован группой. Жан-Мишель Лабади принимал участие в продюсировании, проведя особенно много работы над своими партиями бас-гитары в композициях, и вместе с ним группа стремилась «внести более тёплые нотки в своё звучание». Gojira наполнили этот альбом большим количеством интерлюдий и мелодий. Джо Дюплантье сказал, что From Mars to Sirius представляет собой путешествие; говоря «и, как и в любом путешествии, есть воздушные промежутки, вариации и моменты затишья».
После записи Terra Incognita, сделанной за десять дней в студии в Брюсселе, группа решила построить собственную студию под названием Le Studio des Milans, расположенную в их родном городе, где в дальнейшем и будет записан From Mars to Sirius. Запись ударных была сделана в Le Florida в Ажене.
Перед выходом альбома группа исполнила две песни на концертах во Франции: «Backbone» и «The Heaviest Matter of the Universe». Мастеринг альбома был завершён в середине июля 2005 года. Обложку создал Джо Дюплантье.

## Отзывы критиков
| Оценки критиков | Оценки критиков |
| Источник        | Оценка          |
| --------------- | --------------- |
| AllMusic        | [ 14 ]          |
| Rock Hard       | [ 15 ]          |
| Blabbermouth    | [ 16 ]          |
| The A.V. Club   | B               |
| Metal Storm     | [ 18 ]          |
| Punknews.org    | [ 19 ]          |
| Metal.de        | [ 20 ]          |
| Sputnikmusic    | [ 21 ]          |

From Mars to Sirius был положительно воспринят критиками. Эдуардо Ривадавия из AllMusic отметил влияние на альбом таких групп, как Pantera, Meshuggah и Neurosis, особенно в работе с гитарой и акценте на атмосфере. Высоко оценив альбом, Ривадавия написал, что «плавность, с которой предельная тяжесть и нежные мелодии сосуществовали в рамках таких синглов, как „Where Dragons Dwell“, „Flying Whales“ и „World to Come“, была действительно удивительной — как и удивителен цельный поток, достигаемый последовательностью этих дико несопоставимых треков, и тематически связанные эзотерические вопросы, рассматриваемые на протяжении всего альбома. Конечный результат всё ещё было нелегко переварить, и, по общему признанию, немного затянулся (следующая задача Gojira определённо стать немного более краткими), но по сравнению с большей частью невероятно плотного (и часто изнурительного) доступного прог-метала, на From Mars to Sirius был достигнут почти идеальный баланс между степенью сложности и конечным результатом».
Кит Бергман из Blabbermouth провёл аналогичные сравнения с Meshuggah и Neurosis, но написал, что «список групп, повлиявших на Годжиру, не оправдывает себя» и что «это является шедевром наравне со всем, что выпустили Meshuggah или Mastodon». Он описал их музыкальный стиль, как «мрачный, волнующий и гипнотический, чрезвычайно тяжёлый, но разнообразный и удивительный, никогда не монотонный»; а их тексты как «удивительно позитивные и жизнеутверждающие, их слова добавляют человечности даже самым злым, механизированным частям альбома». Бергман завершил свой обзор похвалой From Mars to Sirius как «огромного, насыщенного и очень впечатляющего альбома».
Чад Бовар из About.com прокомментировал, что альбом сочетает в себе «экстремальные и тяжёлые, но также много прогрессивных элементов», в то время как «некоторые песни представляют собой чистый дэт-метал, другие — гораздо более мягкие и атмосферные». Ноэль Мюррей из The A.V. Club также считает, что альбом представляет Gojira в двух стилях: «между приступами звукового насилия Gojira находит время для лишнего инструментала». Ники Д’Андреа из Phoenix New Times заявил: «Проще говоря, в жанре, который обычно звучит жёстко и ограниченно, Gojira звучит огромно, как сознательный монстр».
Rolling Stone назвали альбом 97-м в своём списке 100 величайших метал-альбомов всех времён, а MetalSucks в 2009 году поставили его на девятую позицию в их списке 21 лучшего метал-альбома XXI века. Metal Hammer назвал этот альбом № 15 из 100 величайших метал-альбомов XXI века. Эдуардо Ривадавия из AllMusic описывает альбом как поворотный момент для группы, «открывший им доступ в эксклюзивный высший эшелон мировой прогрессив-металлической элиты». В 2018 году Decibel занесли альбом в свой зал славы.
Loudwire включил «Flying Whales» в список 66 лучших металлических песен XXI века. Грэм Хартманн сказал, что в ней использован «один из лучших риффов и брейкдаунов века», добавив, что песня «с годами становится все более знаковой, расширяя границы того, чего метал-группа может достичь без чистого вокала или ярких гитарных соло». В марте 2023 года группа авторов американского издания Rolling Stone также добавила эту же композицию в список «100 величайших хеви-метал песен всех времён». В этом рейтинге она заняла 70-ю позицию, заметку о ней составил Грейсон Хейвер Каррин.

## Список композиций
Все тексты написаны Джо Дюплантье, вся музыка написана Gojira.
| №                   | Название                              | Перевод названия                      | Длительность |
| ------------------- | ------------------------------------- | ------------------------------------- | ------------ |
| 1.                  | «Ocean Planet»                        | «Планета-океан»                       | 5:32         |
| 2.                  | «Backbone»                            | «Сила воли»                           | 4:18         |
| 3.                  | «From the Sky»                        | «С небес»                             | 5:48         |
| 4.                  | «Unicorn» (инструментальная)          | «Единорог»                            | 2:09         |
| 5.                  | «Where Dragons Dwell»                 | «Там, где обитают драконы»            | 6:54         |
| 6.                  | «The Heaviest Matter of the Universe» | «Самое тяжёлое вещество во Вселенной» | 3:57         |
| 7.                  | «Flying Whales»                       | «Парящие киты»                        | 7:44         |
| 8.                  | «In the Wilderness»                   | «В пустыне»                           | 7:47         |
| 9.                  | «World to Come»                       | «Мир грядущий»                        | 6:52         |
| 10.                 | «From Mars»                           | «От Марса»                            | 2:24         |
| 11.                 | «To Sirius»                           | «К Сириусу»                           | 5:37         |
| 12.                 | «Global Warming»                      | «Глобальное потепление»               | 7:50         |
| Общая длительность: | Общая длительность:                   | Общая длительность:                   | 66:52        |

## Участники записи
Gojira
- Джо Дюплантье — вокал, ритм-гитара, сведение, обложка
- Кристиан Андрю — соло-гитара
- Жан-Мишель Лабади — бас-гитара, сведение
- Марио Дюплантье — ударные

Технический персонал
- Габриэль Эдисьон — продюсирование
- Себ Дюпюи — мастеринг
- Жан-Пьер Шальбос — мастеринг
- Лоран Эчменди — звукорежиссура, сведение